# Squash 57
Padelsquash, eller Squash 57 som det heter internationellt, är en hybridsport mellan squash, racquetball och padel. Padelsquash är en ny växande sport i Sverige och internationellt. Sporten heter internationellt squash57, eftersom bollen är 5,7 centimeter i diameter.
Padelsquash spelas på en squashbana, men med samma racket och boll som används i racquetball, och servar går till precis som i padel:
- Bollen måste slås efter den studsats en gång i marken
- En har två serveförsök
- Bollen måste träffa bakom mittlinjen, men får inte träffa bakväggen om den inte studsat i golvet innan.[4]

Förutom serven så har man samma regler som i vanlig squash. Bollen får inte träffa ovanför översta röda linjen eller under understa röda linjen, poängräkning till 11 poäng, vinna med två poäng, bäst av fem game samt LET-regeln.

I Sverige erbjuder endast Komethallen Barkarby och The Club Malmö padelsquash.

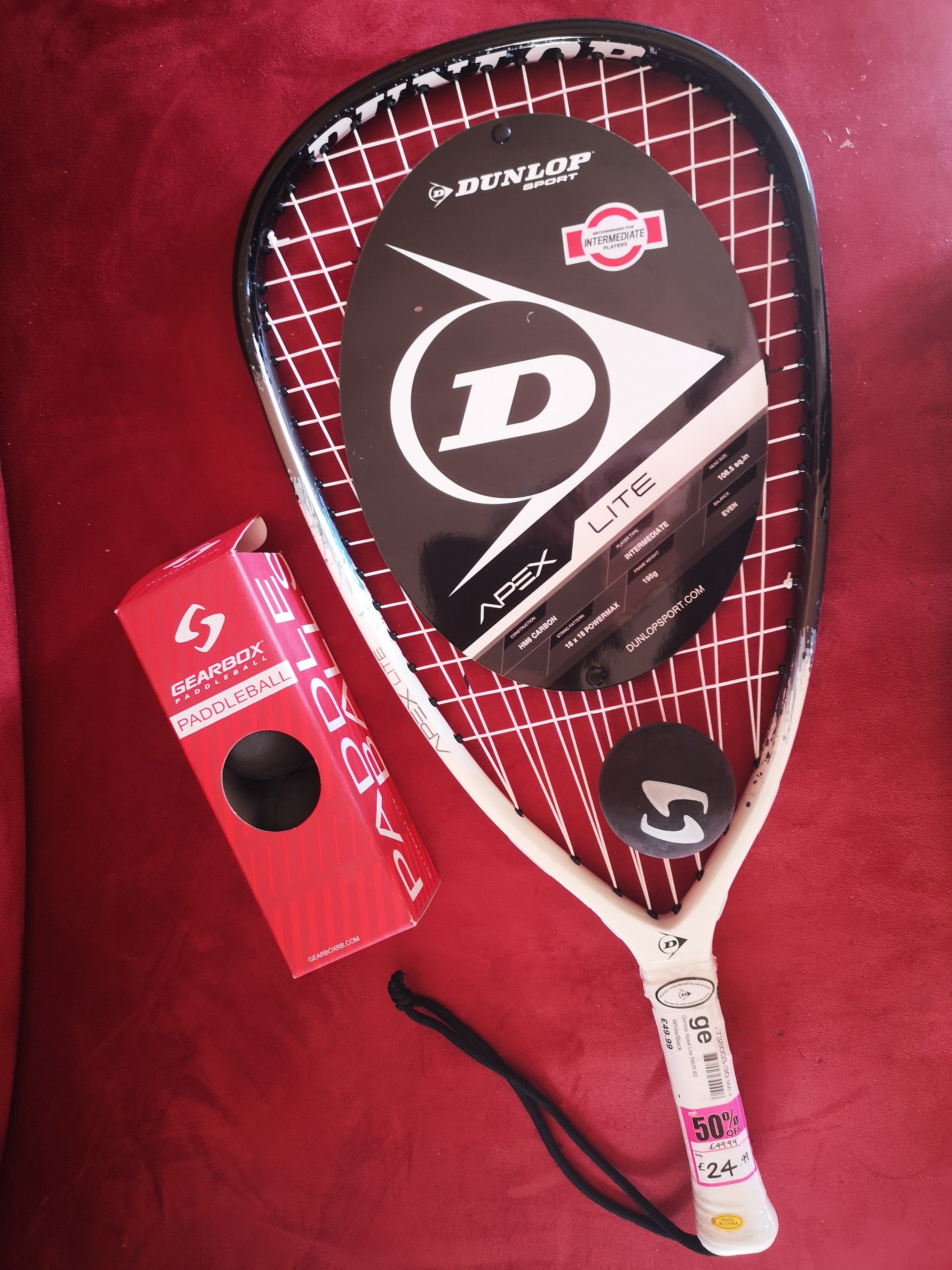